# Pieniaki
Pieniaki (ukr. Пеняки) – wieś na Ukrainie, w obwodzie lwowskim, w rejonie złoczowskim; do 1945 w Polsce, w województwie tarnopolskim, w powiecie brodzkim, siedziba gminy Pieniaki.
Pieniaki leżą nad Seretem, 22 km na południe od Brodów

## Historia
W 1866 w Pieniakach przebywał polski malarz Artur Grottger, 24 lipca wykonał rysunek przedstawiający trzech Sybiraków pracujących nad wyciosaniem krzyża.
We wsi swoją siedzibę miały parafie greckokatolicka i rzymskokatolicka. Kościół pw. Alfonsa Rodrigueza, ufundowany w XIX w. przez Anielę z Bielskich Miączyńską, został całkowicie zniszczony w czasie I wojny światowej. Od tej pory nabożeństwa odbywały się w kaplicy dworskiej.
W skład sołectwa Pieniaki wchodziły kolonia Hucisko Pieniackie, zamieszkałe wyłącznie przez Polaków, oraz leśniczówka Rąbana. W latach 1943–1944 nacjonaliści ukraińscy z OUN – UPA oraz dywizji SS Galizien zamordowali na terenie sołectwa 159 Polaków, w tym ks. Józefa Pikotę i leśniczego Grzegorza Jerzego Żelaznego.
Do 2020 w rejonie brodzkim. 

## Zabytki
- zamek w Pieniakach, wybudowany w XVII w.[6],
- pałac przebudowany z zamku – własność Miączyńskich, m.in. Ignacego, i Cieńskich (1776), a pod koniec XIX w. Włodzimierza hr. Dzieduszyckiego. Przebudowany według projektu m.in. Merliniego i Fontany. W pałacu znajdowały się ścienne malowidła al fresco, urozmaicone sztukateriami i mozaiką, galeria obrazów zebrana przez Ignacego Miączyńskiego, ryciny i litografie, mapy geograficzne. W cieplarni znajdowały się rzadkie okazy storczyków i palm[7]. Ostatnim właścicielem był Stanisław Cieński, syn polityka Tadeusza Cieńskiego[3]. Obecnie ruiny.

## Urodzeni
- Jan Cieński (1905–1992) – polski ksiądz rzymskokatolicki, biskup.
- Adam Lewak (1891–1962) – polski historyk, bibliotekarz.
- Alfonsyna Miączyńska (1836[8]–1919) – żona Wł. Dzieduszyckiego, założyciela Muzeum im. Dzieduszyckich we Lwowie[9]

## Zmarli
- Antoni Bielski (zm. 28 lutego 1789) – polski szlachcic, łowczy nadworny koronny, starosta czerwonogródzki, starosta rabsztyński, 19 listopada 1778 otrzymał tytuł hrabiowski austriacki od cesarzowej Marii Teresy[10].
- ks. Józef Wieczorek – proboszcz rzymskokatolickiej parafii w Pieniakach, zastrzelony 26 czerwca 1941 r. przez żołnierzy sowieckich[11].